# Silverdale (Washington)
Silverdale is een plaats (census-designated place) in de Amerikaanse staat Washington, en valt bestuurlijk gezien onder Kitsap County.

## Demografie
Bij de volkstelling in 2000 werd het aantal inwoners vastgesteld op 15.816.In 2010 was dit 19.204

## Geografie
Volgens het United States Census Bureau beslaat de plaats een oppervlakte van
20,4 km², waarvan 18,0 km² land en 2,4 km² water.

## Plaatsen in de nabije omgeving
De onderstaande figuur toont nabijgelegen plaatsen in een straal van 12 km rond Silverdale.